# هجوم بقنبلة يدوية في دكا 2004
وقع هجوم بقنبلة يدوية في دكا في 21 آب/أغسطس 2004 خلال تجمع لمكافحة الإرهاب نظمته رابطة عوامي في شارع بانغاباندو. أسفر الهجوم عن مقتل 24 شخصًا وإصابة أكثر من 500 آخرين. نُفذ الهجوم في تمام الساعة 5:22 مساءً بعد أن أنهت الشيخة حسينة، زعيمة المعارضة، خطابها أمام حشد من حوالي 20000 شخص، وقد تعرضت حسينة لبعض الإصابات جراء الهجوم. إلا الآن موضوع مشاركة حكومة الحزب الوطني البنغلاديشي تاحزب الحاكم وقتها في الهجوم محل نقاش.